# Omar Hassi
Ne doit pas être confondu avec Omar al-Hassi.
Pour les articles homonymes, voir Hassi.
Omar Hassi (en arabe : عمر حاسي) est un footballeur international marocain, né le 15 avril 1976 au Maroc et qui évolue au poste de milieu de terrain.

## Sélection en équipe nationale
| Caps | Date       | Match         | Lieu  | Score | Compétition | Marqué |
| 1    | 03/10/2002 | Maroc - Niger | Rabat | 6 - 1 | Amical      | 1      |
| ---- | ---------- | ------------- | ----- | ----- | ----------- | ------ |

## Palmarès
- Finaliste de la Coupe du Trône en 2001 et 2002 avec le Maghreb de Fès
- Champion du Maroc de D2 en 2006 avec le Maghreb de Fès

## Distinctions personnelles
- 2003 : 2e buteur du Championnat du Maroc avec 9 buts

2011 : 2e buteur du Championnat du Maroc avec 10 buts
2010 : Meilleur buteur du Championnat du Maroc avec 11 buts